# Agent adherent a la dentina

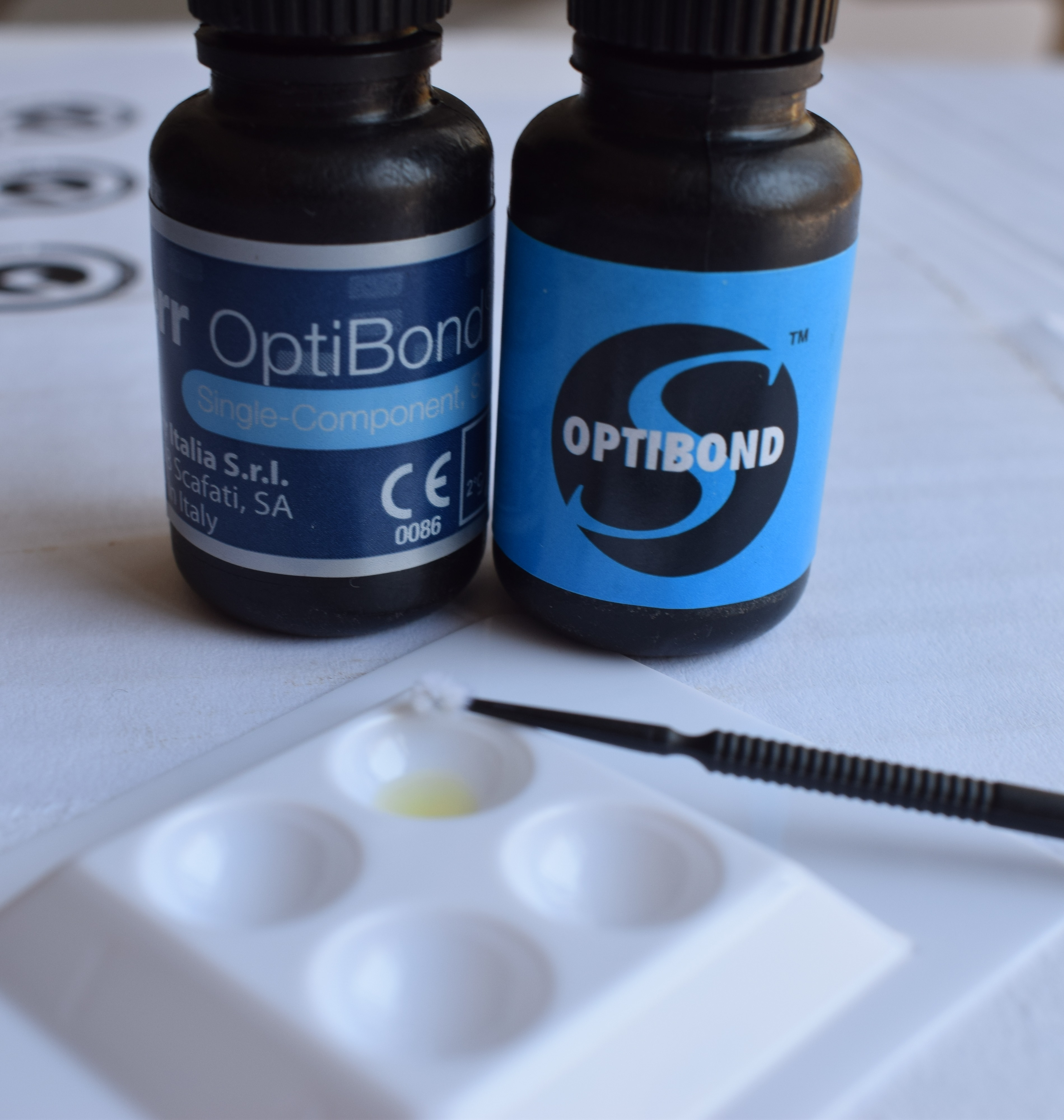
Adhesiu auto-decapant tot en un i adhesiu universal d'un sol component, utilitzat en l'adhesió de restauracions dentals directes i indirectes

Els agents adherents a la dentina són materials de resina que s'utilitzen per fer que un material d'obturació compòsit dental s'adhereixi tant a la dentina com a l'esmalt
Els agents aglutinants són sovint metacrilats amb algun vehicle volàtil i dissolvent com l'acetona . També poden contenir monòmers diluents . Per a una correcta unió de les restauracions de compost de resina, la dentina s'ha de condicionar amb àcids poliacrílics per eliminar la capa de frotis, creada durant el tractament mecànic amb perforació dental, i exposar part de la xarxa de col·lagen o matriu orgànica de la dentina. La resina adhesiva hauria de crear l'anomenada capa híbrida (constituïda per una xarxa de col·lagen exposada per decapat i incrustada en resina adhesiva). Aquesta capa és una interfície entre la dentina i la resina adhesiva i la qualitat final de la restauració dental depèn molt de les seves propietats. Els sistemes moderns d'unió dental es presenten com un "sistema de tres passos", on el decapador, la imprimació i l'adhesiu s'apliquen seqüencialment; com un "sistema de dos passos", on el decapador i la imprimació es combinen per a una aplicació simultània; i com a "sistema d'un sol pas", on tots els components s'han de barrejar prèviament i aplicar-los en una sola aplicació (l'anomenat sisena generació d'agents aglutinants).

## Processos químics implicats en la unió a la dentina

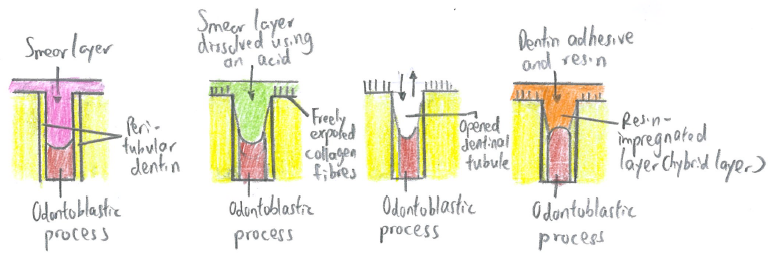
Mecanisme Procés d'unió- dentina

1. Eliminació de la capa de frotis i decapat de la dentina
2. Imprimació de la superfície de la dentina
3. Adhesió de la superfície de la dentina imprimada al material de restauració

### Eliminació de la capa de frotis i decapat de la dentina
S'utilitza inicialment un condicionant de la dentina, per eliminar la capa de frotis resultant de la preparació d'una cavitat i, per alterar la superfície de la dentina mitjançant la desmineralització parcial de la dentina intertubular. Aquesta dentina parcialment desmineralitzada actua com una bastida buida que es pot perfondre amb la imprimació. El decapat excessiu (així com l'assecat excessiu) de la dentina pot provocar el col·lapse de la xarxa de col·lagen, fent que la infiltració de la imprimació sigui més difícil. Tanmateix, la dentina esclerosada requereix un temps d'exposició més llarg al condicionador de dentina en comparació amb la dentina sana. Alguns condicionadors de dentina contenen una substància química anomenada glutaraldehid, que reforça la matriu de col·lagen, evitant el seu col·lapse.
Alguns condicionadors de dentina comuns inclouen:
- àcid fosfòric
- àcid nítric
- àcid maleic
- àcid cítric
- àcid etilendiaminotetraacètic (EDTA)

### Imprimació de la superfície de la dentina
S'aplica una capa amb un agent d'adhesió compatible a la superfície decapada i es cura amb llum. Cal tenir en compte, però, que no tots els compòsits o adhesius de resina requereixen una capa d'imprimació , per la qual cosa és essencial garantir la compatibilitat entre els materials utilitzats. Els fabricants sovint proporcionen directrius per als seus productes, que poden ser molt útils.

### Aplicació  del material de restauració a la superfície de la dentina imprimada
Finalment s'aplica la resina composta fotopolimeritzable col·locant-la sobre la capa d'imprimació per crear una bona unió i es motllura donant-li la forma adequada abans del curat amb UV

## Unió de la dentina

### Com es produeix l'enllaç dentinal?
L'enllaç de dentina es refereix al procés d'unió d'una resina a la dentina condicionada, on el component mineral es substitueix per monòmers de resina per formar un bio-compòsit que inclou col·lagen de dentina i resina curada. La interfície adhesiu-dentina forma una unió estreta i permanent entre la dentina i les resines compostes.
Es pot aconseguir mitjançant un decapat i esbandir (decapat total) o adhesius d'autodecapat. En el decapat i el rentat, l'àcid dissol els minerals a una certa profunditat i deixa la xarxa de col·lagen dentinal altament porosa suspesa a l'aigua. Aleshores, la xarxa de col·lagen s'infiltra amb monòmers de resina. Després de la polimerització química d'aquests monòmers, activada per foto-polimerització, donarà lloc a un biocompost polímer-col·lagen, conegut comunament com a capa híbrida: 
El mecanisme d'acció s'explica a continuació:

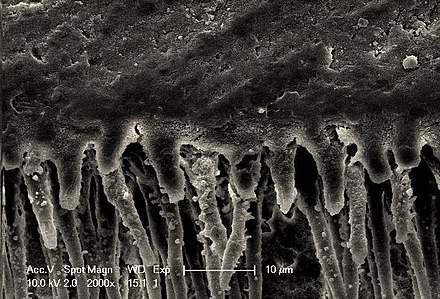
Interfície resina-dentina que indica una capa híbrida (Daood et al. 2018)

a) L'aplicació d'àcid a la dentina comportarà l'eliminació parcial/total de la capa de frotis i la desmineralització de la dentina.
b) L'àcid desmineralitzarà la dentina intertubular i peritubular, i després obrirà els túbuls dentinals mentre exposarà les fibres de col·lagen, augmentant així la microporositat de la dentina intertubular.
c) La dentina es desmineralitzarà fins a 7,5 μmetre aproximadament, en funció del tipus d'àcid utilitzat, temps d'aplicació i concentració.
d) El sistema d'imprimació està dissenyat per augmentar la tensió superficial crítica de la dentina, que es redueix després del decapat de l'àcid.
e) El mecanisme d'enllaç és quan:
1. La imprimació i la resina d'adhesió s'apliquen a la dentina decapada, penetren a la dentina intertubular, formant una capa híbrida.
2. També penetren i polimeritzen en túbuls dentinals oberts, formant etiquetes de resina.

S'ha demostrat repetidament que la tècnica d'unió humida millora la força d'unió dels adhesius de decapat i esbandida perquè l'aigua preserva la porositat de la xarxa de col·lagen per a la interdifusió de monòmers.

### Capa híbrida
La seva presència va ser identificada per Nakabayashi i col·laboradors on la capa híbrida consta de dentina intertubular desmineralitzada i resina adhesiva infiltrada i polimeritzada.

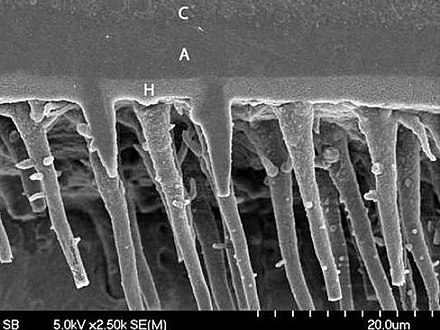
Micrografia electrònica d'escaneig de la transició entre resina composta (C)-adhesiu (A), capa híbrida-adhesiu (H) i capa híbrida-dentina.

La capa híbrida és hidròfoba, resistent als àcids i dura. La qualitat de la capa híbrida formada decideix la força de la interfície de dentina de resina. Quan la capa híbrida es fa més gruixuda i uniforme, la força d'unió és millor.

### Capa de frotis i el seu paper en la unió
La capa de frotis es refereix a una capa de residus a la superfície inorgànica del substrat que inclou components inorgànics i orgànics residuals. Aquesta capa es produeix sempre que l'estructura de la dent se sotmet a una preparació amb una fresa.

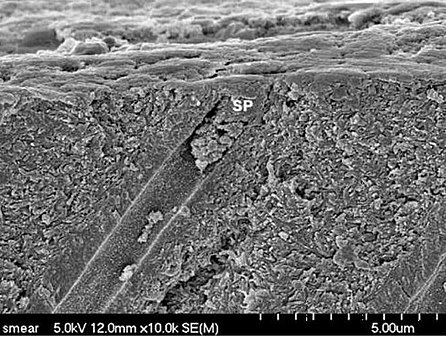
Micrografia electrònica d'escaneig d'un tap de frotis que bloqueja l'entrada d'un túbul dentinal. SP, tap de frotis. (De Sturdevant Art and Science of Operative Dentistry, 7a edició, p155)

La capa de frotis omplirà els orificis dels túbuls dentinals i, per tant, formarà taps de frotis. Aquests taps de frotis disminueixen la permeabilitat de la dentina en un 90% i només el tap de frotis pot evitar la penetració de la resina adhesiva als túbuls dentinals. El gruix de la capa de frotis pot oscil·lar entre 0,5 i 2 μmetres i per al tap, d'1 a 10 μmetres.
La capa de frotis suposa una amenaça perquè es produeixi una unió òptima. Per això cal eliminar-lo. Per exemple, s'ha d'eliminar la capa de frotis abans de l'enllaç mitjançant adhesius de decapat i esbandida (decapat total). Això donarà lloc a una capa híbrida més gruixuda i etiquetes de resina llargues i més denses, cosa que donarà lloc a una millor força d'unió.

### Dentina cariosa versus dentina sonora per a la unió dentinaria
Alguns mètodes d'excavació de la càries condueixen a deixar enrere la dentina afectada per la càries per servir com a substrat d'unió, principalment en la cobertura de la polpa indirecta.
Les forces d'unió immediata a la dentina afectada per la càries són un 20-50% més baixes que la dentina sonora, i fins i tot més baixes amb la dentina infectada per la càries. Com es relaciona la progressió de la càries amb això? En primer lloc, redueix el contingut de minerals, augmenta la porositat i canvia l'estructura del col·lagen dentinal i també la seva distribució. Aquests canvis poden provocar una reducció significativa de les propietats mecàniques de la dentina, com ara la duresa, la rigidesa, la resistència a la tracció, el mòdul d'elasticitat i la contracció durant l'assecat, la qual cosa fa que la dentina dins i sota la capa híbrida sigui més propensa a fallades de cohesió sota forces oclusals.
Un contingut mineral més baix de la dentina afectada per la càries permetrà que l'àcid fosfòric o els monòmers àcids desmineralitzin la matriu més profundament que en la dentina normal, la qual cosa resulta en encara més aigua residual a la matriu de col·lagen exposada.

### Com millorar l'enllaç resina-dentina?

#### Dentina humida

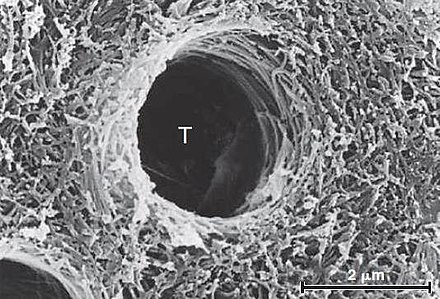
Micrografia electrònica d'escaneig de la dentina que es va mantenir humida després d'esbandir el decapador. L'abundant porositat intertubular serveix com a via per a la penetració de l'adhesiu dentinari. T, túbul dentinal. (De Sturdevant Art and Science of Operative Dentistry, 7a edició, p157)

Un dels factors importants a l'hora de determinar l'enllaç dentinal és el col·lagen. Quan es decapa la dentina, s'eliminaran la capa de frotis i els minerals de l'estructura de la dentina, exposant així les fibres de col·lagen. Les zones on s'eliminen els minerals s'omplen d'aigua que funciona com a plastificant per al col·lagen i el manté en estat suau expandit. Això vol dir que es conserven els espais d'unió resina-dentina. Tanmateix, aquestes fibres de col·lagen poden col·lapsar-se en condicions seques i si la capa orgànica de la matriu es desnaturalitza, això impedirà que la resina s'uneixi a la dentina i formarà una capa híbrida.
Per això, es requereix la presència de dentina humida o humida per aconseguir una unió de la dentina exitosa. Això es deu a la presència de dissolvents orgànics miscibles amb aigua com l'etanol o l'acetona a les imprimacions. L'acetona recorre l'aigua i, per tant, millora la penetració dels monòmers a la dentina per a una millor unió micromecànica. A més, l'aigua evitarà que les fibres de col·lagen es col·lapsin, fent així una millor penetració i unió entre la resina i la dentina.

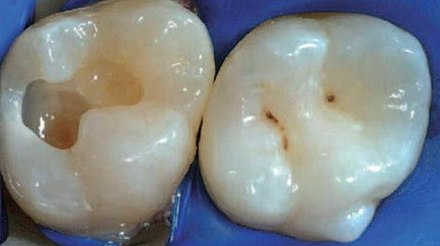
Aspecte clínic de la dentina humida: un aspecte brillant sense acumulació d'aigua. (De Rubinstein S, Nidetz A: L'art i la ciència de la restauració posterior directa: recreant la forma, el color i la translucidència, Alpha Omegan 100(1).):30-35, 2007.)

Per tal d'aconseguir una dentina humida, s'aconsella no assecar la dentina amb aire comprimit després d'esbandir el decapador. En canvi, es pot utilitzar una succió d'evacuació d'alt volum per eliminar l'excés d'aigua i després borrar l'aigua restant present a la dentina amb gasa o cotó. La superfície de la dentina ha de semblar brillant.
Si la superfície de la dentina està massa humida, l'aigua diluirà la imprimació de resina i competirà pels llocs de la xarxa de col·lagen, cosa que evitarà la formació de capes híbrides.
Si la superfície de la dentina està massa seca, es pot produir un col·lapse de les fibres de col·lagen i la dentina desmineralitzada, la qual cosa condueix a una baixa força d'unió.

#### Agitació d'imprimació hidròfila o adhesiu durant l'aplicació
A més de tenir una humitat dental adequada, l'agitació de les imprimacions durant l'aplicació d'adhesius de decapat i esbandida en dos passos pot ser fonamental per a una penetració òptima a les fibres de col·lagen desmineralitzada.  També pot ajudar a l'evaporació de l'aigua residual a les capes adhesives i híbrides, evitant així les fuites nano.
En un assaig clínic que comparava el rendiment de Prime & Bond NT sense acció de fregament, acció de fregament lleugera i acció de fregament vigorosa en la restauració de NCCL, es va trobar que el 92,5% de les restauracions del grup d'acció de fregament vigorosa es conservaven després de 24 mesos de servei clínic. Per als altres dos grups, les taxes de retenció de la restauració van ser lleugerament inferiors, del 82,5%.